# Carex nanchuanensis
Carex nanchuanensis là một loài thực vật có hoa trong họ Cói. Loài này được K.L.Chu ex S.Y.Liang mô tả khoa học đầu tiên năm 1998.